# Шорфронт
Шорфронт (Shorefront Y) — общинный центр в Бруклине, является одним из крупнейших центров досуга российской эмиграции в Америке. Располагается на территории компактного проживания выходцев из России, с Украины и из других стран СНГ — Брайтон-Бич, Манхэттен-Бич и Кони-Айленд. Находится на Кони-Айленд. Более половины членов клуба являются эмигрантами из СССР.
Здание центра было построено в 1966 году и включало в себя большой холл, аудитории, спортзал, раздевалки, комнаты для детей и пр. Стоимость строительства превысила один миллион долларов США. Общая площадь здания превышала 30 000 квадратных футов. В то же время, руководство центра было недовольно тем, что здание не содержало бассейна, хотя создание плавательного бассейна олимпийского размера добавило бы к стоимости строительства ещё 250 тысяч долларов.
Известен различными культурными программами — например языковой обмен, в частности в 2010 году Шорфронт посетили слушатели Академии Вест-Пойнт, всего около 100 человек, большинство из них изучает русский язык и культуру. Действует Клуб интересных встреч «Хатиква». 9 мая у здания центра проводятся праздничные мероприятия посвященные годовщине Победы над фашизмом и мероприятия, посвященные памяти узникам гетто и концлагерей, жертвам фашизма.